# تنتلینگ
تنتلینگ (به فرانسوی: Tenteling) یک کمون در فرانسه است که در Canton of Behren-lès-Forbach واقع شده‌است.

## خصوصیات
تنتلینگ ۷٫۱۹ کیلومترمربع مساحت و ۱٬۱۱۶ نفر جمعیت دارد و ۳۰۰ متر بالاتر از سطح دریا واقع شده‌است.